# Варена (Италия)
Варена (итал. Varena) — коммуна в Италии, располагается в регионе Трентино — Альто-Адидже, в провинции Тренто.
Население составляет 845 человека (2011 г.), плотность населения составляет 35 чел./км². Занимает площадь 23 км². Почтовый индекс — 38030. Телефонный код — 0462.
Покровителями коммуны почитаются святые апостолы Пётр и Павел, празднование 29 июня.

## Демография
Динамика населения:

## Администрация коммуны
- Официальный сайт: http://www.comune.varena.tn.it/